# St. George, Alaska
St. George este o așezare cu 126 loc, (2006) care se află pe țărmul de nord-est al insulei St. George Island (Alaska). Insulă situată la nord de Insulele Aleutine în Marea Bering. 

## Populație și economie
Pe insulă se poate cu ajunge cu vaporul sau avionul din Anchorage. Pe St. George, trăiesc între 165 - 200 de oameni, din care 96 % sunt aleutini. Principala ocupație a populației este pescuitul, animalele marine prinse fiind peștii din genul Hippoglossus și crabii din genul Paralithodes. Așezarea dispune de un port marin adânc, un centru de prelucrare a peștelui, un hotel și o biserică ortodoxă rusă.